# Дурасово (Чишминский район)
Дура́сово (баш. Дурасов) — село в Чишминском районе Республики Башкортостан Российской Федерации. Центр Дурасовского сельсовета.

## География

### Географическое положение
Находится на правом берегу реки Дёмы.
Расстояние до:
- районного центра (Чишмы): 22 км,
- ближайшей ж/д станции (Шингак-Куль): 6 км.

## Население
| 2002 | 2009 | 2010 |
| ---- | ---- | ---- |
| 417  | ↘398 | ↘368 |

Национальный состав
Согласно переписи 2002 года, преобладающие национальности —  башкиры (43 %), татары (37 %).